# Charitopus marshakovi
Charitopus marshakovi är en stekelart som beskrevs av Sharkov 1984. Charitopus marshakovi ingår i släktet Charitopus och familjen sköldlussteklar. Inga underarter finns listade i Catalogue of Life.